# ساکی (شهرستان بیلسک)
ساکی (به لهستانی:  Saki) یک روستا در لهستان است که در گمینا بیلسک پودلاسکی واقع شده‌است.